# Балтийская женская баскетбольная лига
Балтийская женская  баскетбольная лига, БЖБЛ (англ. Baltic Women's Basketball League, лит. Baltijos moterų krepšinio lyga) — баскетбольная региональная лига, объединяющая лучшие клубы Литвы, Латвии и Эстонии. Команды лиги параллельно играют в национальных чемпионатах и европейских турнирах. В 2005 году лига получила признание от ФИБА Европы. В разное время в лиге играли команды из 13 стран.

## История
Лига была основана 19 мая 1994 года.
Учредителями лиги стали известный литовский баскетбольный тренер Видас Вирбицкас и литовский политик Казимира Прунскене. 

### Участники
В первом сезоне выступало восемь команд из 5 стран. До 2000 года в соревнованиях участвовало 8-9 команд из 5—6 стран. Затем осуществлялось постепенное расширение Лиги: 10, 13 и 17 команд из 6 стран. Пика популярности турнир достиг в сезоне 2005/06, когда участвовало 18 команд из 7 стран. Всего, с момента создания лиги, в турнире принимали участие команды из 13 стран: Белоруссии, Казахстан, Литвы, Латвии, Молдовы, Норвегии, Польши, России, Узбекистана, Украины, Финляндии, Швеции и Эстонии.

### Сезон 2019/2020
В сезоне 2019/2020 в турнире приняли участие 8 команд из Литвы, Латвии и Эстонии:
- Кибиркштис-МРУ, Вильнюс
- Айстес-ЛСМУ, Каунас
- Шяуляй
- ТТТ Рига
- Лиепая
- Рижский университет Страдыня
- Юликоол, Таллин
- Юликоол/Калев, Тарту

## Руководство
Офис лиги находится в Вильнюсе.
- Президент —  Витянис Урба; с февраля 2013 года[4].
- Вице-президент —  Олег Кондратюк.
- Генеральный секретарь —  Альгимантас Ивашаускас.
- Почетный президент —  Казимира Прунскене; основатель и президент лиги с 1994 по 2012.

- Видас Вирбицкас — основатель лиги.
- Валентина Матвиенко — почётный президент лиги с 2010 по 2012 год[5].

## Формат турнира
Турнир проводится в три этапа
1) регулярный сезон — команды играют между собой по круговой системе дома и на выезде;
2) полуфинальный — к лучшим командам регулярного сезона присоединяются команды освобожденные от 1 этапа, как правило, это клубы, участвующие в розыгрыше европейских кубков
3) финал четырёх — проводится на площадке одного из клубов по системе плей-офф.

## Призёры
| Год  | Финал четырёх | Финал                     | Финал  | Финал                             | Матч за 3-е место                 | Матч за 3-е место | Матч за 3-е место                 | Примечание |
| Год  | Финал четырёх | Победитель                | Счёт   | Финалист                          | Бронзовый призёр                  | Счёт              | 4-е место                         | Примечание |
| ---- | ------------- | ------------------------- | ------ | --------------------------------- | --------------------------------- | ----------------- | --------------------------------- | ---------- |
| 1995 | —             | Телерина Вильнюс          | —      | Виктория Каунас                   | Аркадия Рига                      | —                 | Горизонт Минск                    |            |
| 1996 | —             | Лайсве Каунас             | —      | Летувос телекомас Вильнюс         | Горизонт Минск                    | —                 | Виктория Каунас                   |            |
| 1997 | —             | Лайсве Каунас             | —      | Летувос телекомас Вильнюс         | РТУ-Клондайка Рига                | —                 | Горизонт Минск                    |            |
| 1998 | —             | РТУ-Клондайка Рига        | —      | Горизонт Минск                    | Лайсве Каунас                     | —                 | Жуведра Клайпеда                  |            |
| 1999 | Мариямполе    | Горизонт Минск            | 71:58  | Арви-Вермитас Мариямполе          | Летувос телекомас Вильнюс         | 69:61             | Балтийская Звезда Санкт-Петербург |            |
| 2000 | Вильнюс       | Летувос телекомас Вильнюс | 73:38  | Арви-Вермитас Мариямполе          | РТУ-Клондайка Рига                | 52:42             | ТПУ/ЭЛК Таллин                    |            |
| 2001 | Рига          | Летувос телекомас Вильнюс | 104:75 | ТТТ Рига Рига                     | Линтел 118 Вильнюс                | 80:77             | РТУ-Клондайка Рига                |            |
| 2002 | Вильнюс       | Летувос телекомас Вильнюс | 76:65  | Балтийская Звезда Санкт-Петербург | ТТТ Рига Рига                     | 73:64             | ЛККА-Каунас Каунас                |            |
| 2003 | Хельсинки     | Летувос телекомас Вильнюс | 92:51  | Панттерит Хельсинки               | Балтийская Звезда Санкт-Петербург | 95:52             | РТУ-Клондайка Рига                |            |
| 2004 | Друскининкай  | Летувос телекомас Вильнюс | 78:60  | Арви Мариямполе                   | ТТТ Рига Рига                     | 93:53             | Лайсве Каунас                     |            |
| 2005 | Вильнюс       | Летувос телекомас Вильнюс | 95:64  | Лайсве Каунас                     | ТИМ-СКУФ Киев                     | 65:63             | Арви Мариямполе                   |            |
| 2006 | Друскининкай  | Летувос телекомас Вильнюс | 90:57  | ТИМ-СКУФ Киев                     | Арви Мариямполе                   | 88:77             | Олимпия Гродно                    |            |
| 2007 | Друскининкай  | ТЕО Вильнюс               | 75:66  | Арви Мариямполе                   | ТТТ Рига Рига                     | 79:71             | Лайсве Каунас                     |            |
| 2008 | Рига          | ТЕО Вильнюс               | 59:53  | БК Цесис Цесис                    | ТТТ Рига Рига                     | 78:59             | ТИМ-СКУФ Киев                     |            |
| 2009 | Цесис         | ТЕО Вильнюс               | 68:47  | БК Цесис Цесис                    | ТТТ Рига Рига                     | 66:55             | Арви Мариямполе                   |            |
| 2010 | Клайпеда      | ТЕО Вильнюс               | 70:56  | Лемминкайнен Клайпеда             | Минск-2006 Минск                  | 82:69             | Березина-РЦОР Борисов             |            |
| 2011 | Каунас        | Вичи-Айстес Каунас        | 85:72  | Спартак Санкт-Петербург           | Горизонт Минск                    | 100:77            | Лемминкайнен Клайпеда             |            |
| 2012 | Лида          | Вичи-Айстес Каунас        | 79:66  | Горизонт Минск                    | Олимпия Гродно                    | 76:65             | Минск 2006 Минск                  |            |
| 2013 | Друскининкай  | Олимпия Гродно            | 74:49  | Горизонт Минск                    | Кибиркштис-Тиче Вильнюс           | 76:59             | Цмоки-Минск Минск                 |            |
| 2014 | Вильнюс       | Кибиркштис-Тиче Вильнюс   | 67:57  | Горизонт Минск                    | Олимпия Гродно                    | 72:63             | Хоптранс-Сиренос Каунасский уезд  |            |
| 2015 | Рига          | Цмоки-Минск Минск         | 63:55  | ТТТ Рига Рига                     | Олимпия Гродно                    | 74:64             | Окжетпес Кокшетау                 |            |
| 2016 | Мариямполе    | Судува Мариямполе         | 69:57  | Цмоки-Минск Минск                 | Окжетпес Кокшетау                 | 84:77             | Интерхим Одесса                   |            |
| 2017 | Друскининкай  | Динамо-Фарм Курск         | 70:42  | ФКР Медиа/Рапла Рапла             | Судува Мариямполе                 | 83:48             | Энерга Торунь                     |            |
| 2018 | Друскининкай  | Инвента-Фарм Курск        | 65:54  | Цмоки-Минск Минск                 | Олимпия Гродно                    | 86:78             | Судува Мариямполе                 | [ 6 ]      |
| 2019 | Вильнюс       | ТТТ Рига Рига             | 76:62  | Айстес-ЛСМУ Каунас                | Кибиркштис Вильнюс                | 94:66             | Юликоол Таллин                    | [ 8 ]      |
| 2020 | Рига          | ТТТ Рига Рига             | 107:67 | Айстес-ЛСМУ Каунас                | Лиепая/ЛССС Лиепая                | 71:61             | Кибиркштис-МРУ Вильнюс            | [ 10 ]     |